# Psi (軟件)
Psi是一款Jabber（XMPP）网络协议的即时通讯软件，使用了Qt函式庫，遵照GNU GPL进行发布，可以在多種操作系统下运行，比如GNU/Linux、MS Windows、Mac OS X。
Psi读作"sigh"，单词psynergy的缩写。Psi也是希腊字母Ψ，故Psi将这个希腊字母作为标志。

## 目标
Psi项目的目标是建立一个功能强大、易于使用的Jabber／XMPP客户端，并且要严格遵照XMPP草案以及Jabber JEPs。这就意味着只有被Jabber社区接受的功能，Psi才可能加以实现。这样一来，不管对于最终用户还是开发者而言，Psi都保持了良好的稳定性能。

## 功能
- 采用Unicode编码，界面已经有18种语言，包括简体中文
- 支持HTTP、SOCKS 5代理
- 两种加密方式：
- #两点加密，采用GnuPG
- #客户端到服务器加密，采用SSL/TLS
- 分页式的聊天窗口
- 可进行文件传输
- 除了直接用Google Talk账户聊天，还可通过关口（Gateways，即transports），即经一些服务器，来实现与其他即时通讯软件用户交流，比如MSN Messenger、ICQ、Yahoo! Messenger、AIM等。
- 可自定义图标集，包括系统图标集、状态图标集、表情图标集。
- 支持多种快捷键
- 可群组聊天
- 支持菜单透明（Windows 和 MacOS X 下）

## 使用技巧
- 在聊天窗口中的快捷键：
  - Ctrl+Enter 发送消息
  - Ctrl+M 或者 Shift+Enter 增加换行符
  - Ctrl+H 显示聊天历史
  - Alt+S 发送消息
  - Ctrl+U 清楚编辑to clear edit buffer
  - Ctrl+PgUp/PgDn 对聊天窗口进行翻页
- 在聊天或者组聊窗口中的特殊命令：
  - /clear 清空窗口中的消息
  - /me将被替换作自己的昵称
  - /nick 张三，将昵称改作张三，这个只在组聊中有效

## 历史
Psi由Justin Karneges创建。虽然当初Psi的更新周期较长，但由于其稳定而且功能丰富，赢得了许多用户。Justin于2004年后期离开了该项目。
2002年后期Michail Pishchagin开始钻研Qt代码，此后形成了libpsi库。Michail于2003年3月加入团队，负责Psi代码中的许多部分。
2004年11月以来，Kevin Smith就负责维护工作。而Justin现在独自忙于Iris，这是一个Qt/C++的Jabber库，Psi就是基于该库。
Remko Tronçon（页面存档备份，存于）2003年开始为Psi写补丁，2005年5月成为正式的开发员。